# 四氢合铟酸锂
四氢合铟酸锂是一种无机化合物，化学式为LiInH4。

## 制备
氢化锂和氯化铟（或溴化铟）在-25°C的乙醚溶液中反应，可以得到LiInH4：
InX3 + 4 LiH → LiInH4 + 3 LiX （X = Cl或Br）

## 性质
LiInH4在引入苯基后（LiPhInH3和LiPh2InH2）还原性增强，取代物可以迅速将酯和环氧化物还原，但不能还原腈。氢化铟锂的还原性介于硼氢化锂和氢化铝锂之间。

## 拓展阅读
- Hibbs, David E.; et al. Synthesis, crystal and molecular structure of the first indium trihydride complex, [cyclic] [InH3{|CN(Pri)C2Me2N|(Pri)}]. Chemical Communications (Cambridge), 1998. 8: 869-870. DOI:10.1039/a801118d